# Борисюк Ірина Василівна
Іри́на Васи́лівна Борисю́к, до шлюбу Ралко (нар. 30 липня 1977, м. Київ, Україна) — українська літературознавиця, літературний критик, викладачка. Кандидат філологічних наук, доцент. Член редколегії журналу «Однокласник».

## Життєпис
Народилася 30 липня 1977 року в місті Київ. Закінчила факультет гуманітарних наук Національного університету «Києво-Могилянська академія» (2001). Там же 2007 р. захистила кандидатську дисертацію на тему «Стилетворчі функції міфо-ритуальнних форм у поезії вісімдесятників».

### Професійний досвід
Викладає в Національному університеті «Києво-Могилянська академія» (2007), у Київському університеті ім. Б. Грінченка (2007). Від 2007 року читає вибіркові курси за темою кандидатської дисертації в НаУКМА («Міфологізм поезії всімідесятників» на бакалавраті й «Українська поезія останньої третини ХХ ст.» на магістеріумі), а з 2013–2014 рр. — обов'язковий бакалаврський курс «Сучасна українська література». Працює на постійній основі у Київському університеті ім. Б. Грінченка. З 2014 р. — доцент кафедри української літератури, компаративістики і соціальних комунікацій Київського університету ім. Б. Грінченка. З 2006 р. працює у редакції журналу «Однокласник».

### Наукові погляди
Авторка розглядає проблему трансформації міфу й ритуалу в поетичному тексті на матеріалі української лірики вісімдесятників. Засвоєння міфу українською лірикою вісімдесятників відбувається не на рівні запозичення тем, сюжетів чи образів, не шляхом стилізації, а як творення тексту за законами міфу, дотичного до глибинних джерел національної пам'яті. Міфологізм цієї поезії має парадигмальний характер, оскільки виявляється на рівні структур, а не імен.
Реактуалізація міфу в поезії вісімдесятників має закономірний характер, оскільки мовлення про позачасове передбачало мовчання про сьогоденне. Вісімдесятники відмежовуються від ідеологічної полеміки, позбавляють слово риторичної гостроти, проте повертають йому питомість сакрального жесту. Відтак міф стає не набором упізнаваних мотивів, а реальністю сакрального слова. Поезія виходить на інший рівень, починає функціонувати як міф, відновлюючи магічну природу мови. Ритуально наелектризоване слово в буквальному сенсі творить світ, стає першовпорядником світу, який складається з необхідних і життєво важливих речей — землі, води, повітря, любові й смерті. Вісімдесятники творять словом свій світ, оскільки в тому, що є, неможливо жити. Ритуальність цієї поезії виявляється й у забобонному небажанні говорити про минуще, сьогоденне; тільки те, що справді має сенс, отримує закріплення в слові.
Не випадковою є орієнтація на міфо-ритуальні матриці життєвого циклу (народження, ініціація, шлюб і смерть). Відтак одночасно актуалізуються міфо-ритуальні моделі й посилюються екзистенційні мотиви. Міфо-ритуальні матриці життєвого циклу акумулюють у собі досвід переживання й долання межових екзистенційних ситуацій. Саме міфо-ритуальний код людського життя є тим стрижнем, навколо якого групуються актуалізовані в ліриці поетів-вісімдесятників традиційні символи й архаїчні міфологеми. Міфо-ритуальні моделі реалізуються в поезії вісімдесятників як на загальному філософському, так і на рівні окремих символів і мотивів.
Останні наукові зацікавлення пов'язані з творчістю В. Підмогильного й Ю. Андруховича.

## Наукові публікації
Науковий доробок І. Борисюк становить навчальний посібник, дві колективні монографії та понад два десятки наукових статей.

##### Авторські праці
Міфологізм української поезії вісімдесятників: [навч. посіб.]. — К. : Київський ун-т ім. Б. Грінченка, 2012. — 212 с.

##### Колективні праці
«Мрії, вистраждані життям…»: До 145-ї річниці з дня народження Б. Д. Грінченка: кол. моногр. : у 2 част. — К. : КМПУ ім. Б. Д. Грінченка, 2009.
Слово, яке тебе обирає: Зб. на пошану проф. В. Моренця. До 60-річчя від дня народж. / [упор. В. Панченко]. — К. : Вид. дім «Києво-Могилянська академія», 2013. — 392 с.

##### Вибрані статті
1. Фонетична стилістика Миколи Вінграновського // Магістеріум. — 2002. — Вип. 8 : Літературознавчі студії. — С. 44-48.
2. Ініціація як модель і символ у поезії вісімдесятників // Слово і Час. — 2005. — № 4. — С. 26-38.
3. Еротика смерті: до проблеми стилетворчої функції ритуально-обрядових форм у поезії «вісімдесятників» // Мандрівець. — 2005. — № 4. — С. 62-66.
4. Міфологема космічної ієрогамії в поезії вісімдесятників // Наукові записки НаУКМА. — 2005. — Т. 48 : Філологічні науки. — С. 32-39.
5. Ініціальний міф як структуротворчий елемент поетичного тексту у творчості вісімдесятників // Літературознавчі обрії: праці молодих учених. — 2006. — Вип. 12.
6. Ритуальний діалог у структурі магічного тексту // Традиція і культура. Феномен діалогу: традиція і сучасність: матеріали ІХ Міжнародної наукової конференції (Київ, 19-20 лист. 2010 р.). — 2010. — Част. 2. — С. 231–235.
7. Конструювання культурного простору в поезії Петра Мідянки // Слово і Час. — 2011. — № 1. — С. 72-77.
8. Сучасна рецепція теорії міфологічної і поетичної мови О. Потебні // Мовні і концептуальні картини світу. — 2011. — Вип. 23. — С. 101–105.
9. Міфологічна матриця роману В. Підмогильного «Місто» // Наукові записки НаУКМА. — 2011. — Т. 124 : Філологічні науки. — С. 32-37.
10. Концепти «свого» і «чужого» простору в дилогії Б. Грінченка «Серед темної ночі» й «Під тихими вербами» // Літературознавчі студії: зб. наук. праць. — 2011. — Вип. 33. — С. 64-68.
11. Структура магічного тексту (на матеріалі українських замовлянь) // Літературний процес: методологія, імена, тенденції: зб. наук. праць. — 2011. — № 3. — С. 20-22.
12. Концепт імені (безіменності) в поезії В. Голобородька // Вісник Луганського нац. ун-ту ім. Т. Шевченка. — 2012. — № 12 (247) червень: Філологічні науки. — С. 6-13.
13. Мотив дороги в поезії Ю. Андруховича // Слово і Час. — 2012. — № 10. — С. 47-51.
14. Архетип Богині-Матері в поемі В. Герасим'юка «Єзавель» // Літературознавчі студії: зб. наук. праць. — 2012. — Вип. 35. — С. 64-70.
15. Проблема «Я — Інший» в романі В. Кожелянка «Конотоп» // Магістеріум. — 2012. — Вип. 48 : Літературознавчі студії. — С. 42-46.